# مكوك فضاء

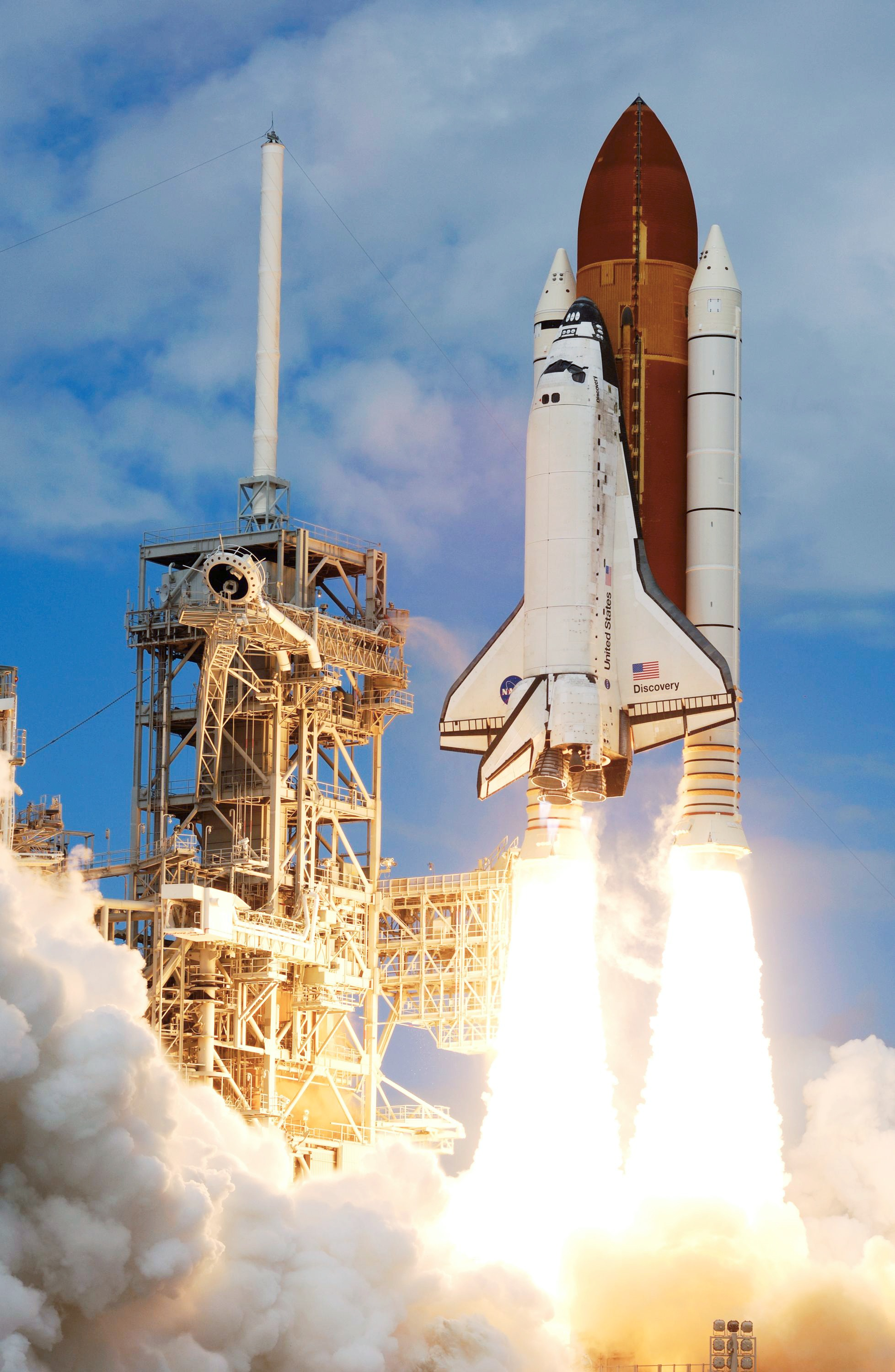
مكوك الفضاء ديسكفري

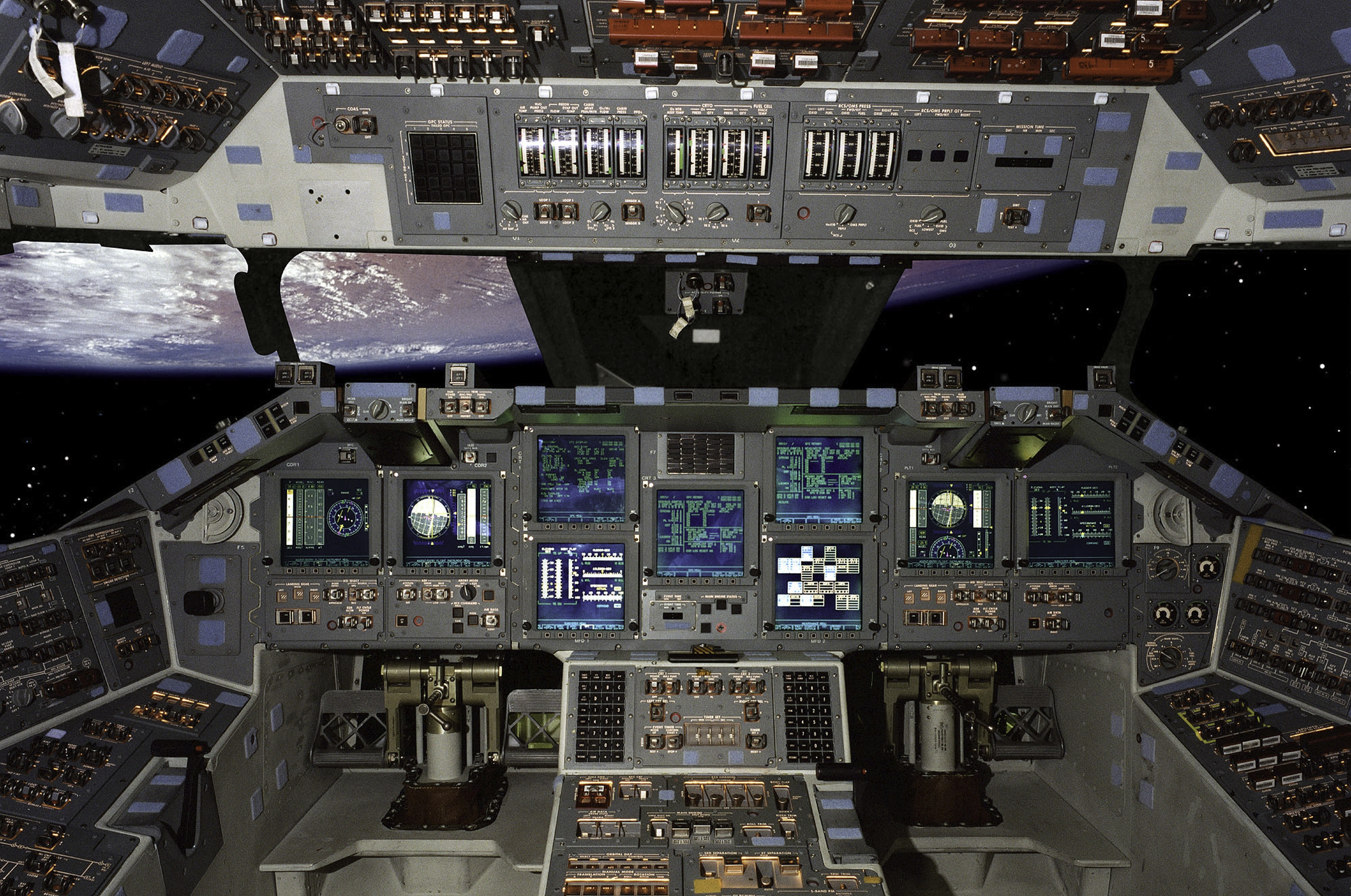
غرفة القيادة لمكوك الفضاء

مكوك الفضاء، مركبة فضائية قابلة لإعادة الاستخدام جزئيا، وهو أول مركبة فضائية في التاريخ قادرة على حمل الأقمار الصناعية الكبيرة إلى المدار ومنه. يرسل المكوك للفضاء باستخدام دفع صاروخي، ويناور في مدار منخفض  حول الأرض كما تفعل المركبات الفضائية، ويهبط على الأرض كما تفعل الطائرات. ويمكن إعادة استخدامه وإرساله مرة أخرى للفضاء. المكوك تديره وكالة الطيران والفضاء الوطنية الأمريكية، كجزء من برنامج مكوك الفضاء. والذي يدعى رسميا  نظام النقل الفضائي (STS)المقتبس من خطة عام 1969 لنظام مركبة فضائية قابلة لإعادة الاستخدام.، خمسة أنظمة ماكوكية كاملة تم بناؤها واستخدامها من طرف حكومة الولايات المتحدة لرحلات الفضاء المأهولة، ولقد سحبت المنظومة من الخدمة في سنة 2011 بعد 135 عملية إقلاع وهم بالترتيب مكوك كولومبيا وشالنجير وديسكفري وأطلنتس وانفيادور.
وحتي يتم اعتماد منظومة ناسا الجديدة المسماة اوريون يتم استخدام منظومة مركبات سويز المحمولة على الصاروخ سويز.
المكوك يستطيع أن ينقل رواد الفضاء إلى الفضاء الخارجي ويعيدهم إلى الأرض مع حمولة قد تصل إلى 32 طن من الأقمار الاصطناعية وبشر ومعدات. والعنصر الرئيسي في برنامَج مكوك الفضاء هو سبيس لاب أو المختبر الفضائي المدعوم في مقام الأول من قبل مجموعة من الدول الأوروبية، ويدار جنبا إلى جنب مع الولايات المتحدة والشركاء الدوليين.

## التصميم والتطوير

### خلفية تاريخية
اقترحت القوات الجوية الأمريكية في خمسينيات القرن العشرين استخدام طائرة موجّهة قابلة للاستخدام المتكرر للقيام بالعمليات العسكرية مثل الاستطلاع، والهجوم باستخدام الأقمار الصناعية، واستخدام أسلحة جو-أرض. وبدأت القوات الجوية في نهاية الخمسينيات تطوير طائرة إكس-20 داينا-سور يمكن إعادة استخدامها بشكل جزئي. تعاونت القوات الجوية مع ناسا في مشروع داينا-سور، وبدأت بتدريب ستة طيارين في يونيو 1961. أدّت تكاليف التطوير وتحديد الأولويات المتزايدة لمشروع جمناي إلى إلغاء برنامج داينا-سور في ديسمبر 1963. قامت القوات الجوية بالإضافة إلى برنامج جمناي بإجراء دراسة لاختبار الجدوى من المعززات الصاروخية القابلة للاستعمال المتكرر عام 1957. وقد أصبح هذا المشروع أساس الطائرة الفضائية، وهي عبارة عن مركبة فضائية قابلة لإعادة الاستخدام بالكامل لم تُطوّر بعد مرحلة التصميم الأولي عام 1962-1963.:162–163
تعاونت القوى الجوية الأمريكية مع ناسا بدءًا من بداية خمسينيات القرن العشرين في تطوير مركبات ذات أجنحة ثابتة من أجل اختبار المركبات الفضائية التي تولد قوة الرفع باستخدام هيكلها بدل أجنحتها. وقامت باختبار المركبات إم2-إف1، وإم2-إف2، وإم2-إف3، وإتش إل-10، وإكس-24إيه، وإكس-24بي. اختبر البرنامج الخصائص الديناميكية الهوائية التي كانت ستستعمل لاحقًا في المكوك الفضائي، وتتضمن هذه الخصائص الهبوط من ارتفاع وسرعة عاليين دون الحاجة إلى طاقة.:16–18

### عملية التصميم
أصدرت ناسا والقوات الجوية الأمريكية في سبتمبر 1966 دراسة مشتركة مفادها الحاجة إلى مركبة جديدة تلبي احتياجاتهم المستقبلية، بالإضافة لكون النظام القابل لإعادة الاستخدام بشكل جزئي الحل الأفضل بالنسبة للتكلفة.:164 أعلن جورج مولر رئيس مكتب ناسا للرحلات الفضائية المأهولة عن خطة تتضمن مكوكًا قابلًا لإعادة الاستخدام في 10 أغسطس 1968. أصدرت ناسا نموذج طلب تقديم العروض (آر إف بّي) لتصميم المركبة المدمجة المغادرة والعائدة إلى الأرض، وهي ما أصبحت لاحقًا مكوك الفضاء. وبدلًا من منح العقد على أساس الاقتراحات الأولية، أعلنت ناسا منهجًا تدريجيًا للتعاقد والتطوير بالنسبة لمكوك الفضاء. المرحلة إيه عبارة عن طلب الدراسات التي أنجزتها شركات الطيران المتنافسة، أمّا المرحلة بي عبارة عن منافسة بين متعاقدَين على عقد معين، وتتضمن المرحلة سي تصميم تفاصيل مكونات المركبة الفضائية، أمّا المرحلة دي فهي صناعة المركبة الفضائية.:19–22
أنشأت ناسا فريق مهام مكوك الفضاء في ديسمبر عام 1968 ليحدد التصميم الأمثل للمركبة الفضائية القابلة لإعادة الاستخدام، وأصدرت عقود الدراسة لكل من شركات جنرال ديناميكس، ولوكهيد، وماكدونل دوغلاس، وروكويل أميركا الشمالية. أصدر فريق مهام مكوك الفضاء في يوليو 1969 تقريرًا يبين أنّ المكوك سيدعم محطة الفضاء، وإطلاق، وتشغيل، واسترجاع الأقمار الاصطناعية، بالإضافة إلى دعم المهمات المأهولة ذات الفترات القصيرة. نصّ التقرير أيضًا على وجود ثلاث فئات من المكوك المستقبلي القابل لإعادة الاستخدام: تتكون الفئة I من مركبة مدارية قابلة لإعادة الاستخدام مثبتة إلى معززات إطلاق، أمّا الفئة II فتستخدم التصنيف المرحلي «مرحلة ونصف»، أمّا الفئة الثالثة تتضمن المركبة المدارية والمعزز اللذَين يمكن إعادة استخدامهما. أصدر فريق مهام مكوك الفضاء بقيادة نائب الرئيس سبيرو أغنيو في سبتمبر 1969 تقريرًا يدعو إلى تطوير مكوك الفضاء لأجل نقل الناس والحمولة إلى مدار أرضي منخفض (إل إي أو)، بالإضافة إلى السحب الفضائي للانتقال بين المدارات والقمر، فضلًا عن مرحلة نووية يمكن إعادة استخدامها، من أجل السفر إلى الفضاء السحيق.:163–166
بعد إصدار تقرير مجموعة مهام المكوك الفضائي، فضَّل العديد من مهندسي الفضاء تصميم الفئة الثالثة القابل لإعادة الاستخدام بالكامل بسبب التوفير الملحوظ في تكاليف الأجهزة. ماكسيم فاجيت (Maxime Faget)، مهندس في وكالة ناسا عمل على تصميم كبسولة ميركوري (Mercury capsule)، حصل على براءة اختراع لتصميم نظام من مرحلتين قابل للاسترداد بالكامل مع مركبة مدارية مستقيمة الأجنحة مثبتة على معزز أكبر ذي جناح مستقيم. جادل مختبر ديناميكيات الطيران بالقوة الجوية بأن تصميم الجناح المستقيم لن يكون قادرًا على تحمل الضغوط الحرارية والديناميكية الهوائية العالية أثناء إعادة الدخول، ولن يوفر القدرة عبر المدى المطلوبة. بالإضافة إلى ذلك، تطلب سلاح الجو سعة حمولة أكبر مما يسمح به تصميم فاجيت. في يناير 1971، قررت قيادة ناسا والقوات الجوية أن مركبة مدارية ذات أجنحة دلتا قابلة لإعادة الاستخدام مُثبتة على خزان وقود قابل للاستهلاك سيكون التصميم الأمثل لمكوك الفضاء.
بعد أن أثبتوا الحاجة إلى مركبة فضائية قابلة لإعادة الاستخدام وذات قدرة رفع للحمولة الثقيلة، حددت وكالة ناسا والقوات الجوية متطلبات تصميم خدمات كل منهما. توقعت القوات الجوية استخدام مكوك الفضاء لإطلاق أقمار صناعية كبيرة، وطلبت أن تكون قادرة على رفع 29000 كغم (65000 رطل) إلى المدار الأرضي المنخفض باتجاه الشرق أو 18000 كجم (40000 رطل) في مدار قطبي. تطلبت تصميمات الأقمار الصناعية أيضًا أن يحتوي مكوك الفضاء على حاوية حمولة 4.6×18 مترًا (15×60 قدمًا). قيّمت ناسا محركات F-1 و J-2 من صواريخ زحل (Saturn rockets)، وقررت أنها غير كافية لمتطلبات مكوك الفضاء. في يوليو 1971، أصدرت ناسا عقدًا لشركة روكيت داين (Rocketdyne) لبدء تطوير محرك آر إس 25.
راجعت وكالة ناسا 29 تصميمًا محتملاً لمكوك الفضاء، وقررت أنه يجب استخدام تصميم مع معززين جانبيين، وينبغي إعادة استخدام المعززات لتقليل التكاليف. اختارت ناسا والقوات الجوية استخدام معززات الوقود الصلب. بسبب انخفاض التكاليف وسهولة تجديدها لإعادة استخدامها بعد هبوطها في المحيط. في يناير 1972، وافق الرئيس ريتشارد نيكسون (Richard Nixon) على المكوك، وقررت ناسا تصميمه النهائي في مارس. في شهر أغسطس من ذلك العام، منحت وكالة ناسا عقدًا لبناء المركبة المدارية إلى أمريكا الشمالية روكويل، وعقد تعزيز الصواريخ الصلبة لمورتون ثيوكول، وعقد الخزان الخارجي لشركة مارتن ماريتا (Martin Marietta).

### التطوير

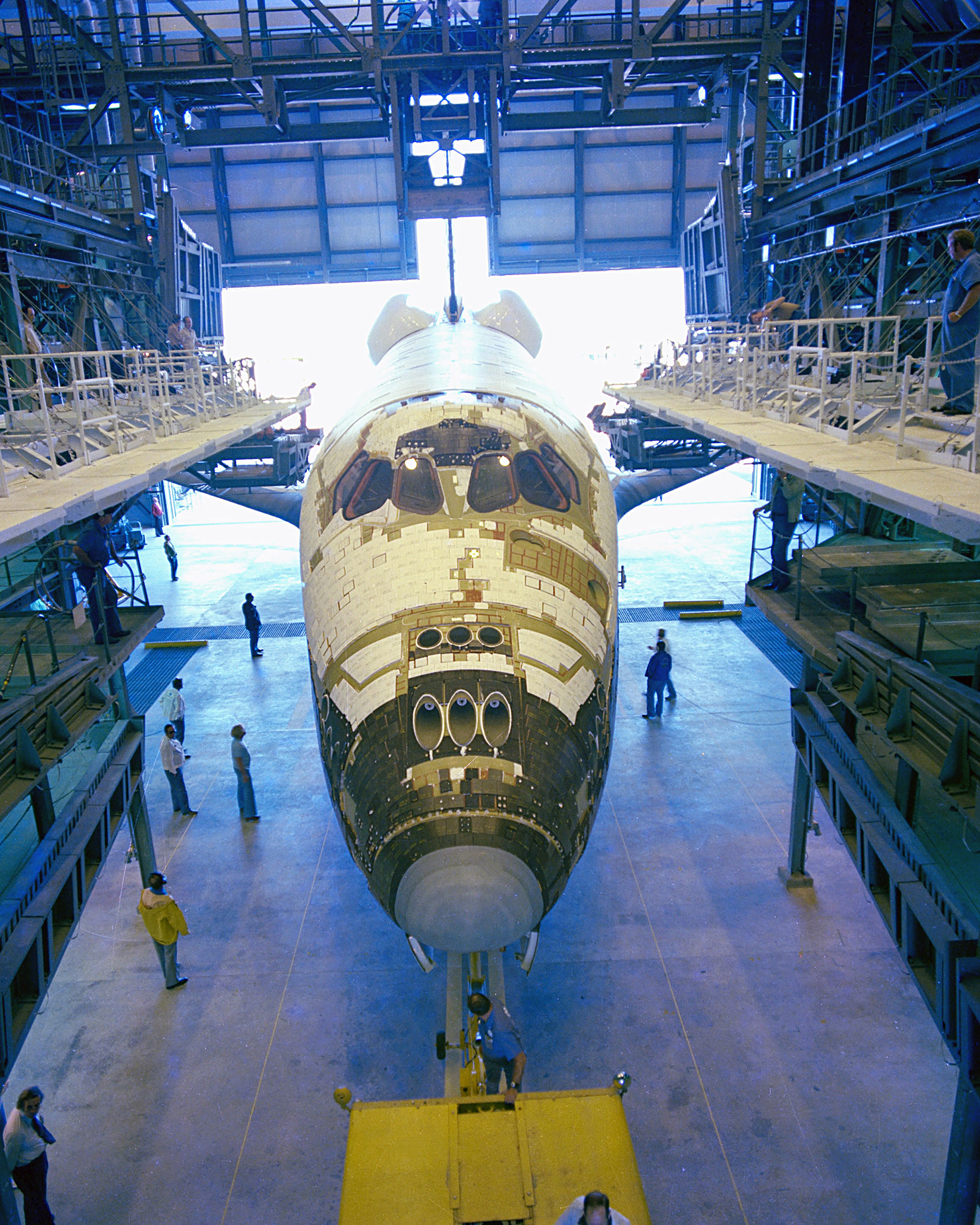
كولومبيا بصدد تركيب بلاط السيراميك الخاص بها.

قامت مجموعة روكويل للتشغيل الآلي ببناء المادة الرئيسية لاختبار الدفع (MPTA-098)، والتي كانت عبارة عن دعامة هيكلية مركبة على الخزان الخارجي للمكوك الفضائي مع ثلاثة محركات آر إس 25 مُرفَقة. اختُبِر في مختبر تكنولوجيا الفضاء الوطني (NSTL) للتأكد من أن المحركات يمكن أن تعمل بأمان من خلال ملف الإطلاق. أجرت شركة روكويل اختبارات إجهاد ميكانيكية وحرارية على مادة الاختبار الإنشائية (STA-099) لتحديد تأثيرات الضغوط الديناميكية الهوائية والحرارية أثناء الإطلاق وإعادة الدخول.
تأخر بدء تطوير المحرك الرئيسي لمكوك الفضاء آر إس 25 لمدة تسعة أشهر بينما طعنت شركة برات آند ويتني (Pratt & Whitney) في العقد الذي أُصدِر لشركة روكيت داين (Rocketdyne). تم الانتهاء من المحرك الأول في مارس 1975، بعد مشاكل في تطوير أول محرك قابل للاختناق وقابل لإعادة الاستخدام. أثناء اختبار المحرك، واجه محرك آر إس 25 أعطالًا متعددة في الفوهة، فضلاً عن ريش العنفة المكسورة. على الرغم من المشاكل أثناء الاختبار، طلبت وكالة ناسا تسعة محركات آر إس 25 اللازمة لمداراتها الثلاثة قيد الإنشاء في مايو 1978.
واجهت ناسا تأخيرات كبيرة في تطوير نظام الحماية الحرارية لمكوك الفضاء. استخدمت مركبة فضائية ناسا السابقة دروعًا حرارية جرّية، لكن لا يمكن إعادة استخدامها. اختارت ناسا استخدام بلاط السيراميك للحماية الحرارية، حيث يمكن بناء المكوك بعد ذلك من الألمنيوم خفيف الوزن، ويمكن استبدال البلاط بشكل فردي حسب الحاجة. بدأ البناء في كولومبيا في 27 مارس 1975، وتم تسليمه إلى مركز كينيدي للفضاء في 25 مارس 1979. في وقت وصولها إلى مركز كينيدي، كان لا يزال لدى كولومبيا 6000 قطعة من 30000 بلاطة متبقية تُثبَّت. ومع ذلك، كان لابد من استبدال العديد من البلاط الذي تم تركيبه في الأصل، الأمر الذي تطلب عامين من التركيب قبل أن تتمكن كولومبيا من الطيران.
في 5 يناير 1979، قامت ناسا بتكليف مركبة مدارية ثانية. في وقت لاحق من ذلك الشهر، بدأت روكويل في تحويل مادة الاختبار الإنشائية (STA-099) إلى OV-099، الذي سمي فيما بعد تشالنجر. في 29 يناير 1979، طلبت ناسا مركبين إضافيين، OV-103 و OV-104، اللذان سُمِّيا ديسكفري وأتلانتيس. بدأ بناء OV-105، الذي أطلق عليه لاحقًا اسم إنديفور، في فبراير 1982، لكن ناسا قررت قصر أسطول المكوك الفضائي على أربعة مدارات في عام 1983. بعد خسارة تشالنجر، استأنفت ناسا إنتاج إنديفور في سبتمبر 1987.

### الاختبار
بعد وصولها إلى قاعدة إدواردز الجوية (Edwards AFB)، خضعت «إنتربرايس» لاختبار الطيران مع الطائرة الحاملة للمكوك، وهي طائرة بوينج 747 (Boeing 747) عُدِّلَت لتحمل المركبة المدارية. في فبراير 1977، بدأت إنتربرايس في تجارب الاقتراب والهبوط وخضعت لرحلات جوية أسيرة (Captive flights)، حيث بقيت مرتبطة بمكوك حاملة الطائرات طوال مدة الرحلة. في 12 أغسطس 1977، أجرت إنتربرايس أول اختبار انزلاق لها، حيث انفصلت عن طائرة حاملة المكوك وهبطت في قاعدة إدواردز الجوية. بعد أربع رحلات إضافية، نُقِلت إنتربرايس إلى مركز مارشال لبعثات الفضاء (MSFC) في 13 مارس 1978. خضعت إنتربرايس لاختبارات الاهتزاز في اختبار الاهتزاز الأرضي العمودي المزدوج (The Mated Vertical Ground Vibration Test)، حيث تم توصيلها بخزان خارجي ومعززات صاروخية صلبة، وخضعت للاهتزازات لمحاكاة ضغوط الإطلاق. في أبريل 1979، نُقِلت إنتربرايس إلى مركز كينيدي للفضاء، حيث تم توصيلها بخزان خارجي ومعززات صاروخية صلبة، وانتقل إلى مجمع الإطلاق 39 في مركز كينيدي للفضاء. بمجرد تثبيته في منصة الإطلاق، استُخدِم مكوك الفضاء للتحقق من الموقع المناسب لأجهزة الإطلاق المعقدة. نُقِلت إنتربرايس إلى كاليفورنيا في أغسطس 1979، وخدم لاحقًا في تطوير مجمع الإطلاق الفضائي 6 في قاعدة فاندنبرغ الجوية (SLC-6) في قاعدة فاندنبرغ الجوية (Vandenberg AFB) في عام 1984.
في 24 نوفمبر 1980، أُلحِقت كولومبيا بخزانها الخارجي ومعززات الصواريخ الصلبة، ونُقِلت إلى مجمع الإطلاق 39 في مركز كينيدي للفضاء في 29 ديسمبر. أول مهمة مكوك فضاء، إس تي إس-1، ستكون هي أول مرة قامت بها ناسا بأول رحلة مأهولة لمركبة فضائية. في 12 أبريل 1981، أُطلِق مكوك الفضاء لأول مرة، وكان يقودها جون يونغ John) Young) وروبرت كريبن (Robert Crippen). خلال المهمة التي استغرقت يومين، اختبر يونغ وكريبن المعدات على متن المكوك، ووجدوا أن العديد من بلاط السيراميك قد سقط من الجانب العلوي لكولومبيا. نسّقت ناسا مع سلاح الجو لاستخدام الأقمار الصناعية. عاد كولومبيا إلى الغلاف الجوي وهبطت في قاعدة إدواردز الجوية (Edwards AFB) في 14 أبريل.
أجرت ناسا ثلاث رحلات تجريبية إضافية مع كولومبيا في عامي 1981 و 1982. في 4 يوليو 1982، هبطت الطائرة STS-4، التي قادها كين ماتينجلي (Ken Mattingly) وهنري هارتسفيلد (Henry Hartsfield)، على مدرج خرساني في قاعدة إدواردز الجوية. التقى الرئيس رونالد ريغان (Ronald Reagan) وزوجته بالطاقم وألقيا كلمة. بعد STS-4، أعلنت وكالة ناسا عن تشغيل نظام النقل الفضائي (Space Transportation System).

## نظرة عامة
عند الإطلاق يتكون المكوك من:
- خزان وقود خارجي ذو لون برتقالي قاتم ويشتمل على خزان يحتوي على الأكسجين السائل موجود في المقدمة، وخزان يحتوي على الهيدروجين السائل موجود في المؤخرة ويربط بينهما خزان يضم معدات القياس والمعالجة. ويبلغ حجم خزان الهيدروجين مرتين ونصف حجم خزان الأكسجين، إلا أن وزنه لا يتعدى ثلث حجم الأخير إذ إن الأكسجين السائل أثقل بست عشرة مرة من الهدروجين.[17][18]
- صاروخان للدفع يعملان بالوقود الصلب، نحيفين وأبيضين يؤمنان 80% من الدفع اللازم للإطلاق. ويتكون وقود الدفع بصورة رئيسية من بركلورات الأمونيوم.[19][20]
- المركبة المدارية والتي هي عبارة عن مركبة تشبه الطائرة ذات أجنحة والتي تمثل مكوك الفضاء، ويمكنها نقل الأجهزة الثقيلة إلى الفضاء، كما يمكنها حمل الأقمار الصناعية وإطلاقها إلى الفضاء. والمركبة المدارية مزودة بالمعدات الضرورية للالتحام مع المحطة الفضائية الدولية. يبلغ ارتفاع المركبة المدارية (على المدرج) 17.4م وطولها 37.2 م أما باع الجناح فهو 23.8 م.

وُزِّعت المسؤولية عن مكونات المكوك بين العديد من المراكز الميدانية التابعة لناسا. كان مركز كينيدي للفضاء مسؤولاً عن عمليات الإطلاق والهبوط والانعطاف للمدارات الاستوائية (Equatorial orbits) (ملف تعريف المدار الوحيد المستخدم بالفعل في البرنامج)، كانت القوات الجوية الأمريكية في قاعدة فاندنبرغ الجوية مسؤولة عن عمليات الإطلاق والهبوط والانعطاف للمدارات القطبية (على الرغم من أن هذا لم يُستخدَم أبدًا)، كان مركز جونسون للفضاء (Johnson Space Center) بمثابة النقطة المركزية لجميع عمليات المكوك، وكان مركز مارشال لبعثات الفضاء (MSFC) مسؤولاً عن المحركات الرئيسية، والخزان الخارجي، ومعززات الصواريخ الصلبة، وكان مركز ستينيس الفضائي (Stennis Space Center) هو المحرك الرئيسي الاختبار، وقام مركز غودارد لرحلات الفضاء (GSFC) بإدارة شبكة التتبع العالمية.

## وصف

### المكوك المداري

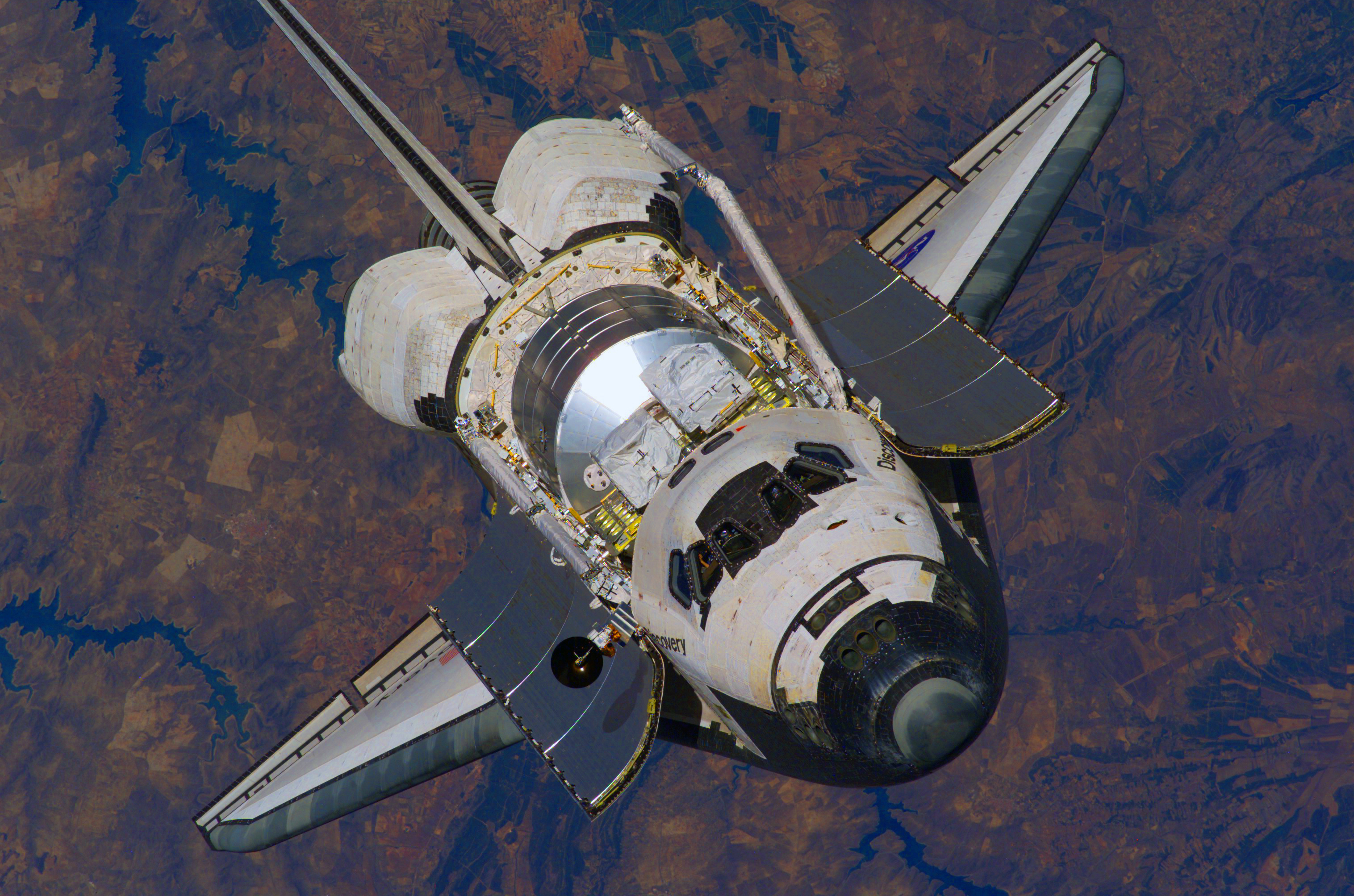
مكوك فضائي مداري

كان لمركبة مكوك الفضاء المدارية عناصر تصميم وقدرات لكل من الصاروخ والطائرة للسماح لها بالإطلاق عموديًا ثم الهبوط كطائرة شراعية. قدّم جسمها المُكوَّن من ثلاثة أجزاء الدعم لمقصورة الطاقم وحجرة الشحن وأسطح الطيران والمحركات. احتوى الجزء الخلفي من المركبة على محركات مكوك الفضاء الرئيسية (SSME)، والتي وفّرت الدفع أثناء الإطلاق، بالإضافة إلى نظام المناورة المداري (OMS)، والذي سمح للمركبة بتحقيق مداره وتعديله والخروج منه مرة واحدة في الفضاء. يبلغ طول أجنحتها الدلتا المزدوجة 18 مترًا (60 قدمًا)، وجُرِفَت 81 درجة عند الحافة الأمامية الداخلية و45 درجة عند الحافة الأمامية الخارجية. كان لكل جناح مصعد داخلي وخارجي لتوفير التحكم في الطيران أثناء إعادة الدخول، جنبًا إلى جنب مع جُنَيح إضافي (Flap) يقع بين الأجنحة، أسفل المحركات للتحكم في محور الانحدار (Transverse axis). حُرِّك المثبت الرأسي للمركبة المدارية للخلف بزاوية 45 درجة، واحتوت على دفة يمكن أن تنفصل لتعمل كمكبح سرعة. يحتوي المثبت الرأسي أيضًا على نظام مظلة كبح من جُزأين لإبطاء المركبة المدارية بعد الهبوط. استخدمت المركبة المدارية معدات هبوط قابلة للسحب مُزوَّدة بمعدات هبوط المقدمة واثنين من معدات الهبوط الرئيسية، يحتوي كل منهما على إطارين. احتوى جهاز الهبوط الرئيسي على مجموعتي فرامل لكل واحد منهم، واحتوى جهاز الهبوط في المقدمة على آلية توجيه كهربائية هيدروليكية.

#### الطاقم
يتنوع طاقم المكوك الفضائي لكل مهمة. كان لكل من الرحلات التجريبية عضوان فقط، القائد والطيار، وكلاهما طياران مؤهلان يمكنهما الطيران والهبوط في المدار. وقد أُجرِيَت العمليات في المدار، مثل التجارب ونشر الحمولة (Payload Deployment) والأنشطة خارج المركبة، في المقام الأول من قبل المتخصصين في البعثة الذين دُرِّبوا على وجه التحديد للبعثات والأنظمة المقصودة. في وقت مبكر من برنامج مكوك الفضاء، طارت ناسا مع متخصصي الحمولة، الذين كانوا عادةً متخصصين في الأنظمة عملوا لصالح الشركة التي تدفع مقابل نشر أو عمليات الحمولة. طار أخصائي الحمولة النهائية، جريجوري جارفيس (Gregory Jarvis)، على متن STS-51-L، وعُيِّن غير الطيارين في المستقبل كمتخصصين في البعثة. طار رائد فضاء كمهندس رحلات فضاء مأهولة على كل من STS-51-C وSTS-51-J للعمل كممثل عسكري لحمولة مكتب الاستطلاع الوطني (NRO). عادة ما كان لطاقم مكوك الفضاء سبعة رواد فضاء، مع STS-61-A تُحلِّق بثمانية رواد.

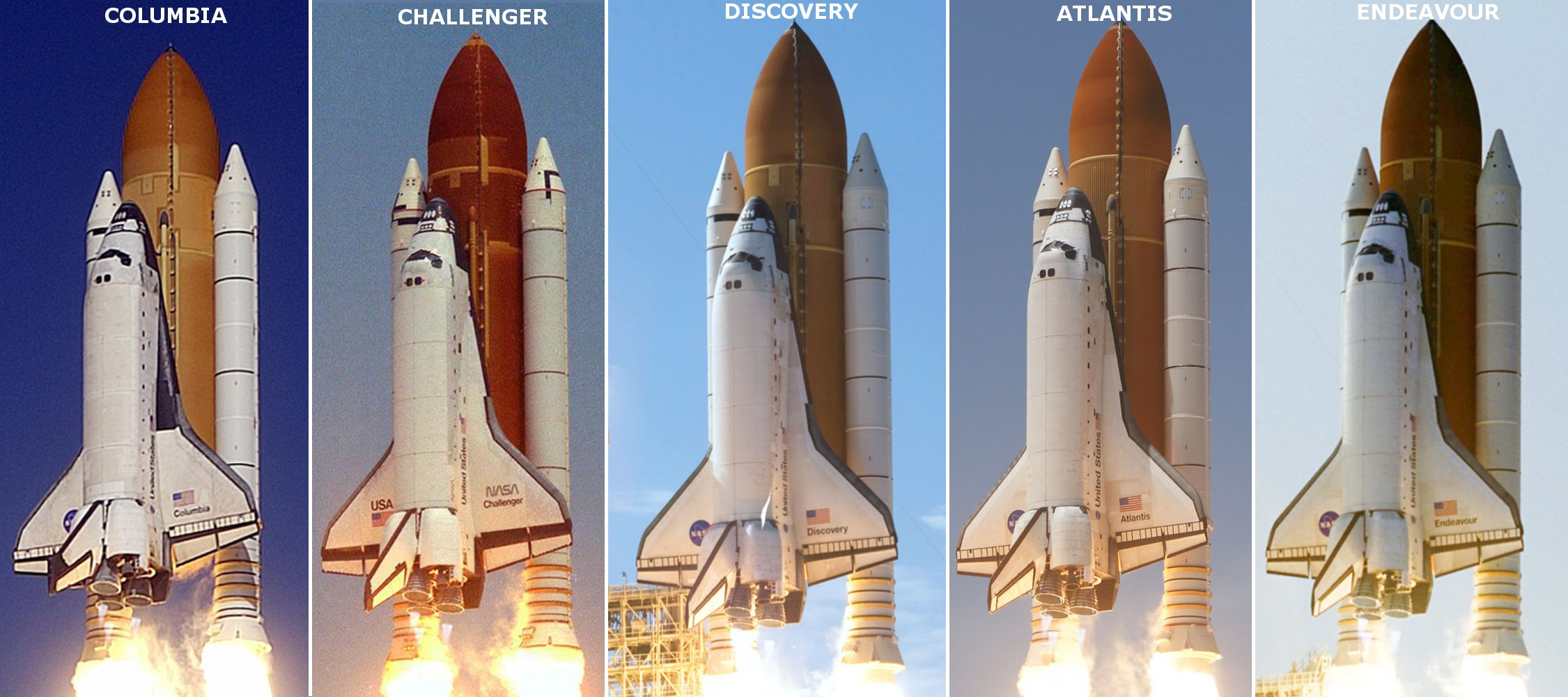
صورة فيها إطلاق 5 من المكوكات الفضائية.

## الإقلاع والهبوط
يطلق مكوك الفضاء بصورة عمودية كما تطلق الصواريخ، ويتم التخلي عن المعززيّن الصاروخيين بعد دقيقتين من الإطلاق وذلك على ارتفاع 45 كم تقريباً.وتستمر المحركات الرئيسية بالاشتعال وبعد 7 دقائق تقريبا تخفض طاقة عمل المحركات الرئيسية للحفاظ على تسارع أقل من ثلاث أضعاف الجاذبية الأرضية منعاً من تهشم المكوك وبعد ثمان دقائق ونصف من وقت الأقلاع تبدء سلسلة إيقاف المحركات الرئيسية كلياً. وينفصل خزان الوقود الخارجي عن المركبة المدارية بعدها بقليل ثم تشتعل محركات نظام المناورة المدارية لتضع المكوك على مدار منخفض. وبعد 45 دقيقة من عملية الإطلاق تشتعل محركات نظام المناورة المدارية مجدداً لتضع المكوك على مدار دائري أعلى
في هذة الأثناء يسقط الصاروخان الذان يعملان بالوقود الصلب في المحيط على بعد 225 كم تقريباً من شاطئ فلوريدا وتضمن سلامة هبوطهما مظلات خاصة لتخفيف حدة السقوط.ثم تتم استعادتهما للاستخدام من جديد. بينما يسقط أيضا خزان الوقود (البرتقالي اللون) ويتفكك اثناء السقوط. وتتبعثر اجزاءه في مياه المحيط بعيدا عن المناطق المدنية وعن الممرات الملاحية.
وتستغرق مهمة المكوك عادة ما بين سبعة إلى ثمانية أيام، مع إمكانية تمديدها إلى اسبوعين تبعاً لأهداف المهمة.
وبعد أن يتم المكوك مهمته في مدار حول الأرض، يستخدم آخر كمية وقود مخزونة داخله لتوجيهه إلى مسار العودة إلى الأرض. وتهبط المركبة المحلقة هبوطا حرا كالطائرة الشراعية بدون أي دفع إضافى بزاوية صغيرة محاولة التخفيف من قوة الجاذبية الناتجة عن السقوط الحر والتخفيف من احتكاكها بالهواء بحيث يكون ارتفاع درجة حرارتها الناتجة عن احتكاكها بالهواء في الحدود التي تتحملها إلى أن تصل إلى الأرض وتهبط مثل الطائرات العادية على المدرج ويتم كبحها بعد التصاق العجلات بالأرض عن طريق مظلات تفتح لتقليل مسافة التوقف.
المميز في مركبة المكوك عن الصاروخ التقليدى أنها مصممة للقيام بأكثر من رحلة والعودة للأرض.

## برنامج مكوك الفضاء
استُخدم مكوك الفضاء من 12 أبريل 1981 حتى 21 يوليو 2011. طوال البرنامج، انطلقت مكوك الفضاء في 135 مهمة، نجحت منها 133 مهمة. استُخدم مكوك الفضاء في أجراء الأبحاث العلمية، ونشر الحمولات التجارية والعسكرية والعلمية، وشارك في بناء وتشغيل محطة مير الفضائية ومحطة الفضاء الدولية. خلال فترة خدمته، كان المركبة الأمريكية الوحيدة المخصصة لحمل رواد الفضاء، حتى انطلاق مهمة ديمو 2 على متن مركبة كرو دراجون في 30 مايو 2020.

### الحوادث
في 28 يناير 1986، تفكك مكوك تشالنجر خلال مهمة إس تي إس 51 إل بعد 73 ثانية من إطلاقه، بسبب فشل الصاروخ المعزز الأيمن، ما أسفر عن مقتل جميع رواد الفضاء السبعة على متن المكوك. نجمت الكارثة عن تلف الحلقة أوه، الواصلة بين أجزاء غلاف الصاروخ المعزز، بفعل الحرارة المنخفضة. سمح فشل الحلقة أوه بتسرب غازات الاحتراق الساخنة من بين أقسام الصاروخ المعزز ما أدى لاشتعالها وحرقها لخزان الوقود الخارجي، ما أدى إلى سلسلة من الأحداث الكارثية التي تسببت في تفكك المكوك. تجاهل مديرو ناسا تحذيرات المهندسين المتكررة حول عدم سلامة حلقات أوه عند درجة حرارة أقل من 53 درجة فهرنهايت (12 درجة مئوية).
في 1 فبراير 2003، تفكك مكوك كولومبيا أثناء دخوله الغلاف الجوي، ما أسفر عن مقتل جميع أفراد طاقم مهمة إس تي إس 107 السبعة، بسبب تضرر الحافة الأمامية المدعمة بالكربون أثناء الإطلاق. قدم مهندسو التحكم الأرضي ثلاث طلبات منفصلة للحصول على صور عالية الدقة من وزارة الدفاع كان من شأنها أن تظهر مدى الضرر، بينما طلب كبير مهندسي نظام الحماية الحرارية السماح لرواد الفضاء على متن المكوك بمغادرة المركبة لتفقد الضرر. تدخل مديرو ناسا لإيقاف تصوير وزارة الدفاع للمركبة ورفضوا طلب الخروج من المكوك، وبالتالي لم يتم النظر في سيناريوهات إصلاح المكوك من قبل رواد الفضاء أو إنقاذهم باستخدام مكوك أطلانتس من قبل إدارة ناسا في ذلك الوقت.

## نهاية الخدمة
بلغ عدد بعثات المكوك ما مجموعه 135 بعثة بين عامي 1981-2011 وبلغ إجمالي وقت البعثات 1322 يوم، 19 ساعة، 21 دقيقة و 23 ثانية.
تقاعد مكوك الفضاء عن الخدمة عند انتهاء اتلانتيس من مهمتة الأخيرة في 21 يوليو 2011.

## اقرأ أيضا
- برنامج مكوك الفضاء
- بوران (مكوك فضاء)، مركبة سوفيتية مشابهة
- آريس 1
- آريس 5
- مركبة فضائية تجريبية صينية لإعادة الاستخدام